# O Discurso de Polly Baker
"The Speech of (Miss) Polly Baker" (1747) é uma história fictícia sobre uma mulher julgada em 1747 por ter uma criança ilegítima. Ela havia sido condenada pelo mesmo crime anteriormente por quatro vezes. A personagem declara, em seu discurso, que, em todas as vezes, toda a culpa foi direcionada a ela, mas nunca ao progenitor das crianças. Em versões posteriores, a história termina quando ela é liberada e se casa com um dos magistrados responsáveis pelo julgamento.
Esta história foi, na verdade, escrita por Benjamin Franklin como um protesto contra a injustiça do primitivo sistema judicial que acusava mulheres por ter filhos ilegítimos enquanto não acusavam os pais, embora ele não tenha divulgado isso até décadas mais tarde. Visto que o próprio Franklin tivera um filho ilegítimo chamado Willliam Franklin, Polly Baker atua como um pseudônimo do autor.

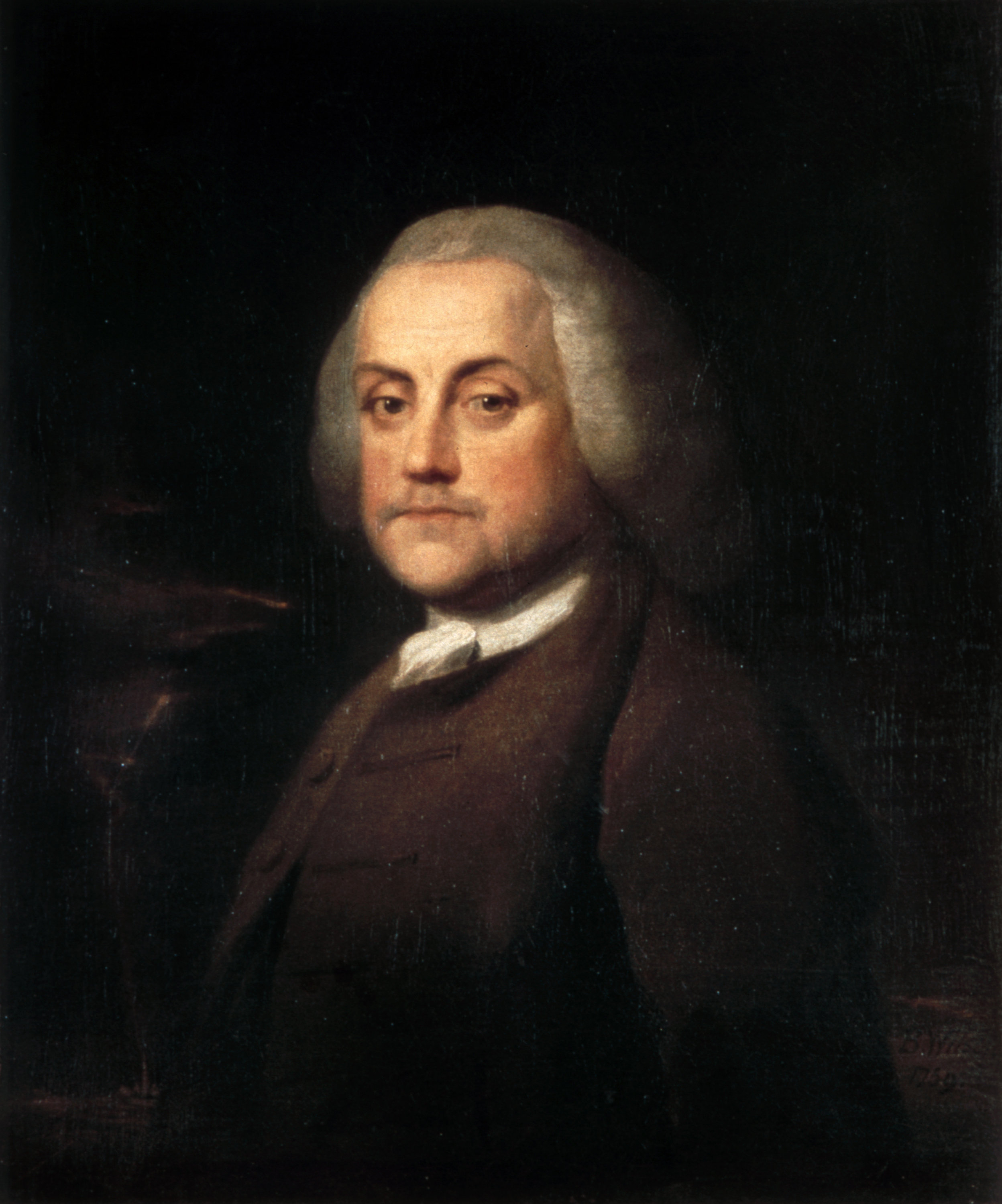
Retrato de Benjamin Franklin, autor de "The Speech of Polly Baker".

## Publicação
"O Discurso de Polly Baker" foi publicado pela primeira vez em abril ou maio de 1747 no periódico The Gentleman's Magazine. Inicialmente, a peça foi publicada anonimamente, mas em 1905 foi incluída em The Writings of Benjamin Franklin como obra assumida de Franklin, embora o editor ainda não tenha provado a autoria de Franklin. Max Hall, em Benjamin Franklin and Polly Baker: The History of a Literary Deception (1960), provou de forma conclusiva que Franklin escreveu a peça, uma conclusão aceita pelos acadêmicos.
"The Speech of Polly Baker" pode soar como uma história para entretenimento. No entanto, Franklin apresenta um protesto contra a legislação que puniu as mulheres por relações sexuais fora do casamento, impondo multas e punições enquanto o homem da relação saía sempre impune. Através do uso de perguntas retóricas aos magistrados, Franklin mostra a desigualdade do sistema de justiça existente.

## O Discurso

### Texto Original
"May it please the Honourable Bench to indulge me a few Words: I am a poor unhappy Woman; who have no Money to Fee Lawyers to plead for me, being hard put to it to get a tolerable Living. I shall not trouble your Honours with long Speeches; for I have not the presumption to expect, that you may, by any Means, be prevailed on to deviate in your Sentence from the Law, in my Favour. All I humbly hope is, that your Honours would charitably move the Governor’s Goodness on my Behalf, that my Fine may be remitted. This is the Fifth Time, Gentlemen, that I have been dragg’d before your Courts on the same Account; twice I have paid heavy Fines, and twice have been brought to public Punishment, for want of Money to pay those Fines. This may have been agreeable to the Laws; I do not dispute it: But since Laws are sometimes unreasonable in themselves, and therefore repealed; and others bear too hard on the Subject in particular Circumstances; and therefore there is left a Power somewhere to dispense with the Execution of them; I take the Liberty to say, that I think this Law, by which I am punished, is both unreasonable in itself, and particularly severe with regard to me, who have always lived an inoffensive Life in the Neighbourhood where I was born, and defy my Enemies (if I have any) to say I ever wrong’d Man, Woman, or Child. Abstracted from the Law, I cannot conceive (may it please your Honours) what the Nature of my Offence is. I have brought Five fine Children into the World, at the Risque of my Life: I have maintained them well by my own Industry, without burthening the Township, and could have done it better, if it had not been for the heavy Charges and Fines I have paid. Can it be a Crime (in the Nature of Things I mean) to add to the Number of the King’s Subjects, in a new Country that really wants People? I own I should think it rather a Praise worthy, than a Punishable Action. I have debauch’d no other Woman’s Husband, nor inticed any innocent Youth: These Things I never was charged with; nor has any one the least cause of Complaint against me, unless, perhaps the Minister, or the Justice, because I have had Children without being Married, by which they have miss’d a Wedding Fee. But, can even this be a Fault of mine? I appeal to your Honours. You are pleased to allow I don’t want Sense; but I must be stupid to the last Degree, not to prefer the honourable State of Wedlock, to the Condition I have lived in. I always was, and still am, willing to enter into it; I doubt not my Behaving well in it, having all the Industry, Frugality, Fertility, and Skill in Oeconomy, appertaining to a good Wife’s Character. I defy any Person to say I ever Refused an Offer of that Sort: On the contrary, I readily Consented to the only Proposal of Marriage that ever was made me, which was when I was a Virgin; but too easily confiding in the Person’s Sincerity that made it, I unhappily lost my own Honour, by trusting to his; for he got me with Child, and then forsook me:
That very Person you all know; he is now become a Magistrate of this County; and I had hopes he would have appeared this Day on the Bench, and have endeavoured to moderate the Court in my Favour; then I should have scorn’d to have mention’d it; but I must Complain of it as unjust and unequal, that my Betrayer and Undoer, the first Cause of all my Faults and Miscarriages (if they must be deemed such) should be advanced to Honour and Power, in the same Government that punishes my Misfortunes with Stripes and Infamy. I shall be told, ’tis like, that were there no Act of Assembly in the Case, the Precepts of Religion are violated by my Transgressions. If mine, then, is a religious Offence, leave it, Gentlemen, to religious Punishments. You have already excluded me from all the Comforts of your Church Communion: Is not that sufficient? You believe I have offended Heaven, and must suffer eternal Fire: Will not that be sufficient? What need is there, then, of your additional Fines and Whippings? I own, I do not think as you do; for, if I thought, what you call a Sin, was really such, I would not presumptuously commit it. But how can it be believed, that Heaven is angry at my having Children, when, to the little done by me towards it, God has been pleased to add his divine Skill and admirable Workmanship in the Formation of their Bodies, and crown’d it by furnishing them with rational and immortal Souls?
Forgive me Gentlemen, if I talk a little extravagantly on these Matters; I am no Divine: But if you, great Men, (*) must be making Laws, do not turn natural and useful Actions into Crimes, by your Prohibitions. Reflect a little on the horrid Consequences of this Law in particular: What Numbers of procur’d Abortions! and how many distress’d Mothers have been driven, by the Terror of Punishment and public Shame, to imbrue, contrary to Nature, their own trembling Hands in the Blood of their helpless Offspring! Nature would have induc’d them to nurse it up with a Parent’s Fondness. ’Tis the Law therefore, ’tis the Law itself that is guilty of all these Barbarities and Murders. Repeal it then, Gentlemen; let it be expung’d for ever from your Books: And on the other hand, take into your wise Consideration, the great and growing Number of Batchelors in the Country, many of whom, from the mean Fear of the Expence of a Family, have never sincerely and honourably Courted a Woman in their Lives; and by their Manner of Living, leave unproduced (which I think is little better than Murder) Hundreds of their Posterity to the Thousandth Generation. Is not theirs a greater Offence against the Public Good, than mine? Compel them then, by a Law, either to Marry, or pay double the Fine of Fornication every Year. What must poor young Women do, whom Custom has forbid to sollicit the Men, and who cannot force themselves upon Husbands, when the Laws take no Care to provide them any, and yet severely punish if they do their Duty without them? Yes, Gentlemen, I venture to call it a Duty; ’tis the Duty of the first and great Command of Nature, and of Nature’s God, Increase and multiply: A Duty, from the steady Performance of which nothing has ever been able to deter me; but for it’s Sake, I have hazarded the Loss of the public Esteem, and frequently incurr’d public Disgrace and Punishment; and therefore ought, in my humble Opinion, instead of a Whipping, to have a Statue erected to my Memory."

### Tradução Livre
"Se o honorável Tribunal me permitir, digo algumas palavras em minha defesa: eu sou uma pobre e miserável mulher e não tenho dinheiro para pagar por um advogado para me defender; A vida é difícil e é difícil para mim ganhar meu pão. Não é meu propósito perturbar Vossas Excelências com um longo discurso, tampouco tenho a presunção de ser capaz de persuadi-los em meu favor. Tudo o que eu espero humildemente é que Vossas Senhorias sejam caridosas em comover o bom coração do governador a fim de que ele me perdoe a multa. Senhores, esta é a quinta vez que sou constrangida a comparecer perante o seu Tribunal pelo mesmo motivo; duas vezes eu paguei multas consideráveis e duas vezes fui punida publicamente por não ter tido dinheiro para pagá-las. Que a lei ordena isso, não cabe a mim aprovar; mas uma vez que algumas leis são muitas vezes tão irracionais em si mesmas e, portanto, revogáveis, e como outras são tão cruéis sem levar em conta as circunstâncias particulares do assunto, é permitido recorrer a uma autoridade superior para evitar sua execução, tomo a liberdade de dizer que, na minha opinião, esta lei, em nome do qual fui castigada, é injusta em si mesma e particularmente grave no que me diz respeito, porque sempre vivi sem ofender ninguém no bairro onde nasci, e desafio meus inimigos (se houver) a dizer se alguma vez magoei um homem, uma mulher ou uma criança. Além dos motivos que a lei pode ter, não consigo conceber (com a permissão dos senhores) qual é a natureza da minha ofensa. Eu trouxe para o mundo cinco belas criaturas, sob o risco da minha vida; Mantive-os com o meu trabalho, sem sobrecarregar a cidade, e eu poderia ter feito melhor, se não fossem os impostos e multas excessivas a pagar. Pode ser um crime (na Natureza das Coisas, quero dizer) aumentar o número de súditos do rei em um país jovem que realmente quer habitantes? Confesso que isso me parece uma ação mais digna de louvor do que de punição. Nunca seduzi o marido de outra mulher, nem incitei nenhum jovem puro; nunca fui acusado dessas coisas, não há quem tenha a menor causa de reclamação contra mim; somente, talvez os juízes, porque eu tive filhos sem casar, o que não lhes rendeu taxas referentes à formalização de um matrimônio. Mas é minha culpa? Apelo aos senhores, que, se desejarem, argumentem que não tenho coerência, mas eu teria que ser completamente estúpida para não preferir o estado matrimonial à condição em que eu vivi. Sempre quis e ainda quero me casar. Estou certa de que eu sei como se comportar com dignidade, porque sou modesta, fértil e prudente com as despesas; todas as condições para fazer de mim uma boa esposa. Eu desafio qualquer um a dizer se já recusei uma oferta desse tipo; pelo contrário, concordei tão facilmente com a única proposta de casamento que me fizeram na minha vida, o que aconteceu quando eu era virgem, que, confiando demais na sinceridade da pessoa que me fizera uma proposta, perdi minha própria honra por confiar no dele; ele me engravidou e depois me abandonou.
Esta mesma pessoa, como os senhores bem sabem, é hoje um dos magistrados deste país e eu gostaria que ele estivesse nesta Corte hoje e tivesse suavizado minha sentença para que eu não mencionasse isso, mas agora tenho que me queixar de quão injusto e desproporcional é o fato de que o homem que me traiu e foi a causa da minha ruína e todas as minhas falhas e extravios pode ter alcançado a honra e o poder deste governo que pune meus infortúnios com castigos corporais e difamação. Este não é um ato a ser punido pela Assembleia; minhas transgressões violam apenas os costumes religiosos. E se meus atos de fato constituem uma heresia, deixe que a religião me puna. A igreja já me privou do consolo da comunhão. Isso não é suficiente? Os senhores acreditam que ofendi o Céu e que devo sofrer com o fogo eterno. Isso não é suficiente? Qual é a necessidade, então, de suas multas e flagelos adicionais? Eu confesso que não concordo com isso, porque se eu concordasse, provavelmente não teria feito tudo o que fiz. Mas como posso acreditar que os Céus estão irritados comigo por ter filhos quando, ao pouco que fiz, o próprio Deus acrescentou gentilmente a perfeita formação de seus corpos e os coroou com almas racionais e imortais?
Perdoem-me, cavalheiros, se falo sobre esses assuntos de uma maneira ligeiramente extravagante. Eu não sou teólogo, mas se os senhores têm que fazer leis, não convertam, com suas proibições, ações naturais e úteis em crimes. Reflitam um pouco sobre as horríveis consequências dessas regras em particular: como cresce a busca por abortos, quantas mães aflitas são, pelo terror da vergonha pública, guiadas a encharcar suas mãos com o sangue de sua prole desamparada, indo contra a própria natureza, que as teria conduzido a cuidar de seus filhos com amor e paixão. Portanto, a lei é a culpada de todas essas barbáries. Revoguem então, cavalheiros; seja expurgada para sempre dos seus Livros: e, por outro lado, levem em em sua sábia consideração, o grande e crescente número de bacharéis no país, muitos dos quais, pelo medo sórdido do custo de uma família, nunca cortejaram sincera e honestamente uma mulher em suas vidas e, graças ao seu modo de vida, atravessam a vida inférteis (o que considero menos pior que o assassinato) privando a posteridade de centenas de seres até a milésima geração. Não é esta uma ofensa maior do que a minha contra o bem público? Obrigue-os, então, por meio da lei, a se casarem ou a pagarem anualmente o dobro da multa que me foi imposta por causa da fornicação. O que deveriam fazer as mulheres jovens e pobres, cujo costume tem proibido procurar por homens e que não podem forçar-se sobre os maridos, quando as leis se recusam a ajudá-las e as pune severamente se elas cumprirem seu dever sem eles? Sim, senhores: ouso chamar isso de dever. O primeiro e grande mandamento da Natureza - e do Deus da Natureza - é "crescer e multiplicar": um dever, cuja constante realização nunca me desconcertou, e ao obedecê-lo, tenho me arriscado a perder a estima da opinião pública e tenho sofrido frequentemente a desgraça e o castigo públicos; e, portanto, de acordo com a minha humilde opinião, em vez dos flagelos que me foram aplicados, deveriam ter erguido uma estátua em minha memória".